# Unirea Tricolor Bukareszt
Unirea Tricolor Bukareszt – rumuński klub piłkarski, mający siedzibę w mieście Bukareszt, w stolicy kraju.

## Historia
Chronologia nazw:
- 1926: Unirea Tricolor Bukareszt - po fuzji klubów Unirea Bukareszt i Tricolor Bukareszt
- 1947: Dinamo "B" Bukareszt - po fuzji z Ciocianul Bukareszt
- 1948: Unirea Tricolor M.A.I.
- 1949: Dinamo Braszów
- 1950: Dinamo Orașul Stalin
- 1956: Dinamo Kluż
- 1958: klub rozformowano

Piłkarski klub Unirea Tricolor Bukareszt został założony w Bukareszcie w 1926 roku w wyniku fuzji dwóch miejscowych klubów Unirea Bukareszt (założonego 1924) i Tricolor Bukareszt (założonego 1914). Najpierw uczestniczył w rozgrywkach regionalnych mistrzostw Rumunii. W 1932 po wprowadzeniu systemu ligowego startował w Divizia A, gdzie zajął trzecie miejsce w grupie 2. W następnym sezonie był drugim w grupie 2. Od sezonu 1934/35 rozgrywki prowadzone be podziału na grup i klub został klasyfikowany na 9.pozycji. W kolejnych sezonach był na 11 i 12 miejscach. Sezon 1938/39 znów był rozgrywany w dwóch grupach. Klub zajął 6.miejsce w grupie 1 (pierwsze 5 zespołów pozostało w najwyższej lidze) i był zmuszony do degradacji do Divizia B. Rok później wrócił do pierwszej ligi, gdzie zajął 9.miejsce. W sezonie 1940/41 klub zdobył mistrzostwo Rumunii, ale potem rozgrywki zostały zawieszone z powodu II wojny światowej.
W pierwszym powojennym sezonie 1946/47 nie znalazło się miejsca dla klubu w najwyższej klasie rozgrywek, dlatego grał w Divizia B zdobywając promocje. W sezonie 1947/48 zajął przedostatnie 15.miejsce w Divizia A i spadł znów do Divizia B. W styczniu 1948 klub został przydzielony przez władze komunistyczne do MSW i nazwany Unirea Tricolor M.A.I. (Ministerului Afacerilor Interne). 14 maja 1948 roku połączył się z Ciocianul Bukareszt, w wyniku czego powstał FC Dinamo Bukareszt, który był reprezentowany przez obie drużyny - Dinamo "A" (Ciocianul) i Dinamo "B" (Unirea Tricolor). Pierwszy zespół grał w Divizia A, a drugi w Divizia B. Dinamo B w 1949 roku był pierwszym w grupie B, ale nie mógł awansować dlatego, że w Divizia A był już Dinamo A. Zespół pozostał więc w Divizia B, ale przeniósł się do Braszowa i przyjął nazwę Dinamo Braszów. W 1950 roku po zmianie nazwy miasta jako Dinamo Orașul Stalin również wywalczył promocje i reprezentował miasto w Divizia A do 1956 roku. Potem przeniósł się do Kluż i jako Dinamo Kluż w sezonie 1957/58 startował w Divizia A, a następnie w 1958 roku został zlikwidowany. Piłkarze zostały przeniesione do Bacau, wzmacniając zespół Dinamo Bacau.

## Sukcesy

### Trofea międzynarodowe
Nie uczestniczył w rozgrywkach europejskich (stan na 31-05-2016).

### Trofea krajowe
| \| \| Zdobyte trofea w rozgrywkach Rumunii (stan na: 31-03-2017) \| |                                                            |      |                  |
| Rozgrywki                                                           | Osiągnięcie                                                | Razy | Sezon(y)         |
| Mistrzostwo                                                         | I miejsce                                                  | 1    | 1940/41          |
| Mistrzostwo                                                         | II miejsce                                                 | 0    |                  |
| Mistrzostwo                                                         | III miejsce                                                | 2    | 1926/27, 1933/34 |
| Puchar                                                              | zdobywca                                                   | 0    |                  |
| Puchar                                                              | finalista                                                  | 2    | 1936, 1941       |
| II liga                                                             | I miejsce                                                  | 2    | 1955, 1961/62    |
| II liga                                                             | II miejsce                                                 | 1    | 1938/39          |
| II liga                                                             | III miejsce                                                | 0    |                  |
| Rumunia                                                             | Zdobyte trofea w rozgrywkach Rumunii (stan na: 31-03-2017) |      |                  |

## Stadion
Klub rozgrywał swoje mecze domowe na stadionie Unirea w Bukareszcie, który może pomieścić 1000 widzów.